# Liste der Landschaftsschutzgebiete im Kreis Gütersloh
Die Liste der Landschaftsschutzgebiete im Kreis Gütersloh enthält die Landschaftsschutzgebiete des Kreises Gütersloh in Nordrhein-Westfalen.

## Liste
| Bild           | Nummer        | Bezeichnung des Gebietes                                                                | Fläche in Hektar | WDPA-ID   | Koordinaten | Datum der Verordnung |
| -------------- | ------------- | --------------------------------------------------------------------------------------- | ---------------- | --------- | ----------- | -------------------- |
|                | LSG-3815-0001 | LSG Teutoburger Wald                                                                    | 1282,7678        | 555552763 | Position    | 1972                 |
| weitere Bilder | LSG-3914-001  | LSG Gütersloh                                                                           | 47072,3011       | 555691019 | Position    | 1975                 |
|                | LSG-3915-0001 | LSG Osning                                                                              | 5396,2165        | 555552991 | Position    | 1972                 |
|                | LSG-3915-0002 | LSG Sieke des Ravensberger Hügellandes                                                  | 530,5212         | 555552992 | Position    | 1972                 |
|                | LSG-3915-0003 | LSG Bäche des Ostmünsterlandes                                                          | 233,7963         | 555552993 | Position    | 1975                 |
|                | LSG-3915-0004 | LSG Halle-Steinhagen                                                                    | 4966,2939        | 555552994 | Position    | 1975                 |
|                | LSG-3915-0005 | LSG Bäche des Ostmünsterlandes                                                          | 1000,282         | 555552995 | Position    | 1975                 |
|                | LSG-3915-0006 | LSG Tatenhauser Wald                                                                    | 48,6301          | 555552996 | Position    | 1975                 |
|                | LSG-3915-0007 | LSG Wälder des Ostmünsterlandes                                                         | 785,8233         | 555552997 | Position    | 1975                 |
| weitere Bilder | LSG-4017-0001 | LSG Stukenbrocker Lehmplatten, Holter Wald und obere Senne und Neuenkirchener Sandebene | 4024,3094        | 555553225 | Position    | 1991                 |